# Holme (Yorkshire du Nord)
Pour les articles homonymes, voir Holme.
Holme est un village et une paroisse civile du Yorkshire du Nord, en Angleterre.